# Corn Bihan
Corn Bihan, est une petite île du golfe du Morbihan rattachée administrativement à la commune de Saint-Armel.

## Toponymie
Corn bihan, du breton Korn bihan, pouvant signifier, le petit grondin, le petit coin, la petite corne.